# Yves-Joseph de Kerguelen de Trémarec
Yves-Joseph de Kerguelen de Trémarec  (13. veljače 1734. – 3. ožujka 1797.) je bio francuski istraživač i moreplovac. 
Godine 1772. godine zaplovio je prema Antartici u potrazi za u to vrijeme legendarnoj Terra Australis, kada je na putu otkrio Kerguelen, te ih prisvojio u ime Francuske.